# Pinnotheres concharum
Pinnotheres concharum är en kräftdjursart. Pinnotheres concharum ingår i släktet Pinnotheres och familjen Pinnotheridae. Inga underarter finns listade i Catalogue of Life.